# Heteromysis hopkinsi
Heteromysis hopkinsi is een aasgarnalensoort uit de familie van de Mysidae. De wetenschappelijke naam van de soort is voor het eerst geldig gepubliceerd in 1984 door Modlin.